# Nordgermanische Sprachen

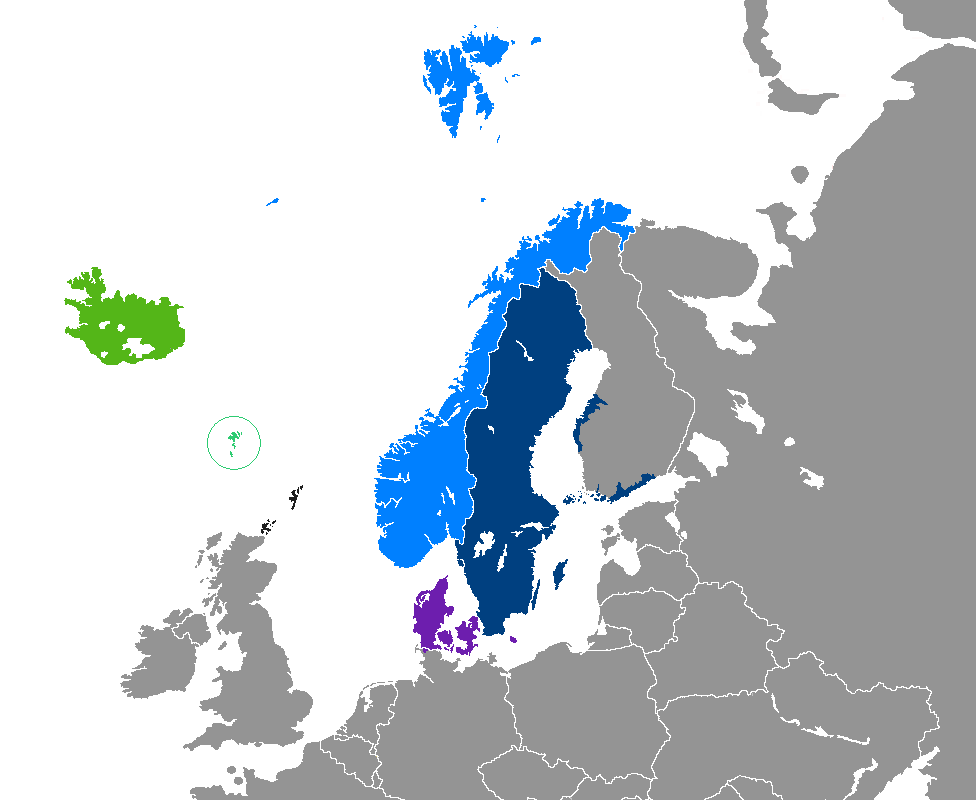
Die skandinavischen Sprachen
Dänisch
Schwedisch
Norwegisch (Bokmål und Nynorsk)
Isländisch
Färöisch
Norn †

Die nordgermanischen Sprachen (auch skandinavische oder nordische Sprachen genannt) umfassen die Sprachen Isländisch, Färöisch,  Norwegisch, Dänisch und Schwedisch. Sie sind eine Untergruppe der germanischen Sprachen. Ungefähr 20 Millionen Menschen sprechen eine nordgermanische Sprache als Muttersprache.
Das Nordgermanische spaltete sich um die Zeitenwende vom Westgermanischen ab. Das durch die Edda überlieferte Altisländisch gilt als Urtypus der nordgermanischen Sprachen und wird deshalb oft mit Altnordisch gleichgesetzt; die älteste überlieferte nordgermanische Sprache ist aber das Urnordische.
In den nordischen Ländern werden die in Skandinavien gesprochenen, gegenseitig verständlichen modernen nordgermanischen Sprachen, d. h. Dänisch, Norwegisch und Schwedisch, häufig als skandinavische Sprachen bezeichnet.

## Gegenseitiges Verhältnis der Einzelsprachen
Die Dialekte der west- oder inselnordischen Sprachen Färöisch und Isländisch liegen eng beieinander. Das moderne Färöisch und Isländisch ähneln dem Altisländisch am meisten, weil beide Sprachen weniger Einflüssen der anderen europäischen Sprachen ausgesetzt waren. Die Isländer bemühen sich um Vermeidung von Anglizismen und anderen außernordischen Lehnwörtern. Zur westnordischen (aber nicht inselnordischen) Gruppe gehören weiter die meisten norwegischen Dialekte und in der Folge auch das hieraus geschaffene Nynorsk sowie Jämtländisch (Jamska) und endlich Norn, das bis ins 18. Jahrhundert auf den Shetland-Inseln und den Orkneys gesprochen wurde. Der letzte Sprecher des Norn verstarb im 19. Jahrhundert.
Vergleichsweise immer noch recht ähnlich sind die drei stark verbreiteten skandinavischen Sprachen Dänisch, Norwegisch und Schwedisch, wobei die Verständigung zwischen Sprechern zweier dieser Sprachen je nach dem gesprochenen Dialekt oft einfacher sein kann als die zwischen den Sprechern verschiedener Dialekte einer einzigen dieser Sprachen. Einige sehr stark abweichende Varianten werden manchmal als eigene Sprachen klassifiziert. Dagegen sind die in Norwegen benutzten Schriftsprachen des Bokmål und erst recht des Riksmål norwegisierte Tochtersprachen des Dänischen, da sie im 19. Jahrhundert aus dem in Norwegen gesprochenen Dänisch „konstruiert“ worden sind.
Auf der schwedischen Insel Gotland wird Gotländisch gesprochen, das außer starken Eigenentwicklungen gewisse dänische, mittelniederdeutsche, baltische und slawische Einflüsse aufweist, aber aufgrund der Dominanz des Schwedischen im Unterricht seit 1645 zunehmend schwedisch geprägt ist. Während das mittelalterliche Altgutnisch als eigene Sprache gilt, wird es heute in der Regel als schwedischer Dialekt klassifiziert. Auch das im ehemals dänischen Schonen gesprochene Schonische weist noch Merkmale des Dänischen auf und kann sowohl als südschwedischer wie auch als ostdänischer Dialekt eingeordnet werden.
Auf der zu Finnland gehörenden Inselgruppe Åland wird ein schwedischer, „Åländisch“ genannter Dialekt gesprochen. Åländisch liegt sprachlich den uppländischen Dialekten näher als den finnlandschwedischen. Einige Wörter entstammen dem Russischen, da die Inselgruppe von 1809 bis 1917 als Teil des Großfürstentums Finnland zum Russischen Kaiserreich gehörte.
An der Süd- und Westküste Finnlands wird Finnlandschwedisch gesprochen. Diese Dialekte weisen einige finnische Einflüsse auf, unter anderem in verschiedenen Wortentlehnungen und in der Prosodie. Ähnlich verhält es sich beim Südschleswigdänischen, das in vielen Aspekten von der heute in Südschleswig dominierenden (nord-)deutschen Umgangssprache geprägt ist. Früher dort gesprochene Varianten wie das Angeldänische sind mit dem Sprachwechsel im 19. Jahrhundert zum großen Teil ausgestorben, nur in unmittelbarer Grenznähe sind noch jütländische Dialekte verbreitet.

## Historische Einteilungen
Oskar Bandle, Odd Einar Haugen und Arne Torp teilen die nordgermanischen Einzelsprachen in den unterschiedlichen Sprachperioden wie folgt ein.
Infolge der ab 800 nach Christus im Süden und Osten Skandinaviens auftretenden Monophthongierung von germanisch /ei/, /au/ und /ey/~/øy/ zu ostskandinavisch /eː/ und /øː/ unterscheidet man für die folgenden Jahrhunderte zwischen Westnordisch und Ostnordisch:
- Westnordisch
  - Altisländisch
  - Altnorwegisch
- Ostnordisch
  - Altdänisch
  - Altschwedisch

Im 12. Jahrhundert werden in Südskandinavien die Verschlusslaute /p,t,k/ nach einem Vokal zu /b,d,g/ lenisiert sowie die in unbetonter Position stehenden Vokale /a,i,o~u/ zum Murmellaut /ǝ/ abgeschwächt. In derselben Zeit wurde auch die Flexion im Dänischen radikal vereinfacht. Alles in allem sonderte sich damit Dänisch von den übrigen nordischen Sprachen ab, so dass man für diese Zeit eine andere Einteilung vornehmen kann:
- Südnordisch
  - Altdänisch
- Nordnordisch
  - Altisländisch
  - Altnorwegisch
  - Altschwedisch

Mit der Entwicklung im Spätmittelalter behielten Isländisch und Färöisch die alten Sprachstrukturen mit ihrer ausgeprägten Flexion weitgehend bei, wogegen sie nun auch in großen Teilen des Norwegischen und Schwedischen stark vereinfacht wurden. Ab zirka 1500 gilt daher eine dritte Einteilung der nordgermanischen Sprachen:
- inselnordische Sprachen
  - Isländisch
  - Färöisch
- skandinavische (oder festlandskandinavische) Sprachen
  - Norwegisch
  - Schwedisch
  - Dänisch

Diese Einteilungen sind keine genetischen Stammbäume im Sinne des Stammbaummodells. Sie beschreiben strukturelle Ähnlichkeiten zwischen Sprachen einer bestimmten Periode. Wenn sich diese Sprachen stark ändern, vergrößern oder verringern sich auch die Ähnlichkeiten, so dass unter Umständen eine neue Einteilung zustande kommt.

## Aufgliederung
- Isländisch
  - Norðlenska Nord-Dialekt (Norden, Eyjafjörður und Nordosten Þýngeyjasýsla)
  - Sunnlennska Süd-Dialekt (Südwesten, Reykjanes, Reyjavík und Umgebung)
  - Vestfyrska Westfjord-Dialekt (Vestfjorde im Nordwesten)
  - Flámæli (ein im Zeichen des Sprachpurismus weitgehend zum Verschwinden gebrachter Soziolekt)
- Färöisch
  - „Südfjordsdialekt“ (südlich des Skopunarfjørður)
    - Suðuroy-Dialekt
    - Sandoy-Dialekt

  - „Nordfjordsdialekt“ (nördlich des Skopunarfjørður)
    - Südstreymoy-Dialekt
      - Tórshavn-Dialekt
      - Vágar-Dialekt

    - Nordinseln-Dialekt (inkl. Nordstreymoy und Eysturoy)
- Norn ausgestorben
- Norwegisch
  - auf dialektaler Ebene:
    - Nordnorwegisch (Nordnorsk)
      - Nordland-Dialekt
      - Troms-Dialekt
      - Finnmark-Dialekt

    - Trönderisch (Trøndersk)
    - Westländisch (Vestlandsk)
      - Nordwestländische Dialekte
      - Südwestländische Dialekte
      - Südländische Dialekte (inkl. Agder und Teile von Telemark)

    - Ostländisch (Østlandsk)
      - Flatbygdmål
      - Fjellbygdmål
      - Standard-Ostnorwegisch (Standard østnorsk)

  - auf schriftsprachlicher Ebene:
    - Nynorsk
      - Høgnorsk

    - Bokmål
      - Riksmål
- Jämtländisch
- Schwedisch
  - Norrländska
    - Hälsningländisch
    - Medelpadisch
    - Ångermanländisch
    - Västerbottnisch
    - Lappländisches Schwedisch

  - Gotländisch
  - Svealändisch
    - Åländisch
    - Uppländisch
    - Stockholmschwedisch
    - Mälarenschwedisch
    - Älvdalisch

  - Götaländisch
    - Västergötländisch
    - Östergötländisch
    - Småländisch
      - Hochlandsmåländisch
      - Ostsmåländisch

    - Värmländisch
    - Bohusländisch

  - Südschwedisch
    - Südsmåländisch
    - Schonisch (Skånska), ursprünglich ein ostdänischer Dialekt, jedoch seit 1658 zunehmend ans Schwedische angepasst
    - Hallandisch (Halländska), ursprünglich ein ostdänischer Dialekt, jedoch seit 1658 zunehmend ans Schwedische angepasst
    - Blekingisch (Blekingska)

  - Ostschwedische Sprachen
    - Finnlandschwedisch
      - Österbottenschwedisch

    - Estlandschwedisch fast ausgestorben
      - Rågömål
      - Nuckömål

  - Dalabergsmål

- Dänisch, Standardsprache Reichsdänisch (Rigsdansk)
  - Ostdänisch (Østdansk)
    - Bornholmisch (Bornholmsk)

  - Inseldänisch (Ømål)
    - Seeländisch (Sjællandsk), der Dialekt der Insel Seeland
      - Südseeländisch
      - Ostseeländisch
        - Gøtudanskt (Varietät auf den Färöern außerhalb des Schuldänischen)

      - Westseeländisch

    - Fünisch (Fynsk)
      - Westfünisch
      - Ostfünisch

  - Westdänisch (Vestdansk)
    - Jütisch (Jysk)
      - Nordjütisch (Nørrejysk)
        - Vendelbomål
        - Ostjütisch
        - Westjütisch

      - Südjütisch (Sønderjysk)
        - Angeldänisch
        - Fjoldemål

Für das vermutete Grönlandnordisch der im 15. Jahrhundert verschwundenen Grænlendingar gibt es nur wenige Belege.

## Interskandinavische Kommunikation
In der Sprachwissenschaft werden die festlandskandinavischen Sprachen oft als Paradebeispiel für Interkomprehension angeführt, d. h. Sprecher des Dänischen, Norwegischen bzw. Schwedischen können untereinander in ihrer Erstsprache kommunizieren, ohne, dass es dabei zu fundamentalen Verständnisschwierigkeiten kommt. Empirische Befragungen und Untersuchungen konstatieren eine Asymmetrie im gegenseitigen Sprachverstehen: Schwedisch- und Norwegischsprechende verstehen einander fast einwandfrei, Dänischsprechende verstehen Norwegisch besser als Schwedisch, Norwegischsprechende Schwedisch besser als Dänisch und am schlechtesten funktioniert interskandinavische Kommunikation, wenn Schwedischsprechende auf Dänischsprechende treffen. Als Gründe für diese Asymmetrie werden u. a. die lautlichen Eigenschaften der dänischen Sprache diskutiert, welche zu einer starken Abschwächung von phonetischen Silben und zu einer Verschmelzung von Wortgrenzen neigt.